# فيناسيميد
فيناسيميد (بالإنجليزية: Phenacemide)‏ هو دواء يُستعمل في علاج:
- نوبة جزئية مركبة[8]